# Miroslav Petráš
Miroslav Petráš (* 17. července 1948 Kyjov) je český violoncellista, skladatel a hudební pedagog, který své interpretační aktivity má v posledních více než 10 létech spojené převážně s Českým triem.

## Hudební životopis
Miroslav Petráš vystudoval v roce 1970 hru na violoncello na Janáčkově konzervatoři v Ostravě pod vedení Ivana Měrky a v roce 1976 absolvoval na Hudební a taneční fakultě Akademie múzických umění ve třídě profesora Alexandra Večtomova.
Již v průběhu studia se v roce 1966 stal vítězem soutěže Beethovenův Hradec, v roku 1970 byl laureátem Pražského jara a roku 1972 zvítězil v Interpretační soutěži Ministerstva kultury v Písku. Díky skvělé herní technice byl roku 1975 ve finále mezinárodní soutěže Gaspara Cassadó v italské Florencii.
Za svých 35 let interpretační práce provedl mnoho koncertů s různými orchestry nebo jako sólista jen s klavírem, varhanami, harfou nebo kytarou. Vystupoval ve většině evropských zemí, v Severní i Jižní Americe, Japonsku, na Tchaj-wanu atd. Působil 14 let jako koncertní mistr a sólista v Symfonickém orchestru hlavního města Prahy FOK, se kterým sólově provedl řadu děl u nás i v zahraničí, např. Dvořákův "Koncert pro violoncello a orchestr" na několikerých turné ve Spojených státech.
Miroslav Petráš se stal v roce 1989 členem Klavírního kvarteta Bohuslava Martinů a od roku 1999 je členem Českého tria, ve kterém s ním hrají Milan Langer (klavír) a Dana Vlachová (housle).

## Pedagogická a publikační činnost
Věnuje se osobně výuce mladých hudebníků na Pražské konzervatoři a hlavně AMU, zapojil se úspěšně i do odborné publikační činnosti.

### AMU
Miroslav Petráš, od roku 2005 profesor, vyučuje na pražské AMU od roku 1983 hru na violoncello. Mezi jeho nejúspěšnější žáky patří např.:
- Miloš Jahoda – koncertní mistr Symfonickém orchestru hlavního města Prahy FOK,
- Jaroslav Matějka – člen Klavírního tria akademia, které koncertuje u nás i po celé Evropě,
- Hana Jersáková–Rytinová – sólistka Národního divadla v Praze,
- Petr Prause – člen Talichova kvarteta,
- Pavel Ludvík – koncertním mistrem Symfonického orchestru Českého rozhlasu,
- Tomáš Hurník – zástupce koncertního mistra v Kuala Lumpuru v Malajsii,
- Štěpán Doležal – člen Benewitzova kvarteta,
- Marek Novák – koncertní mistr v Komorní filharmonii Pardubice.

### Pražská konzervatoř
Od roku 1993 ještě navíc vede studenty na pražské konzervatoři. K jeho známějším žákům patří zejména: Jan Szakál, Jakub Tylman a Ivan Vokáč. Pravidelně se účastní letních kurzů, např. Mezinárodní hudební akademie pro české a americké studenty v Plzni.

### Publikační činnost
Autor, který je zkušený hráč na violoncello, se v knize Pojednání o tónu zabývá dvěma nejdůležitějšími věcmi pro dokonalý přednes. V prvé části popisuje stavbu nástroje, jeho rozměry, druhy materiálu i další specifické úpravy pro dosažení optimálního zvuku. Ve druhé části čerpá ze svých zkušeností a seznamuje s hlavními zásadami při tvoření tónu, které by měl profesionální violoncellista znát a dodržovat. Kniha je psaná odlehčenou formou, přesto je plná zkušeností získaných mnoholetou praxí. Publikaci Pojednání o tónu o 106 stranách vydala v roce 2005 Akademie múzických umění (ISBN 80-7331-038-4).

## Vlastní skladby
Miroslav Petráš se na koncertech úspěšně presentuje svými vlastními skladbami, např. Hukvaldskou fastasií a Smetanovskou fantasií.

## Diskografie
Diskografie je za jeho dlouhou dobu sólového i orchestrálního nahrávání velmi bohatá. Zde jen několik nejvýznamnějších nahrávek (nejsou zde například zahrnuty nahrávky pro Čs. rozhlas apod.):
- A. Dvořák: Koncert h moll pro violoncello a orchestr op. 104, C. Saint-Saëns: Koncert a moll pro violoncello a orchestr op. 33, O. Respighi: Adagio con variazioni pro violoncello a orchestr, Symfonický orchestr FOK, dirigent T. Koutník,
- A. Piatti: Capriccio č. 2 op. 25, M. Reger: Suita d moll pro violoncello sólo op. 131c, č.2, M. Bruch: Kol Nidrei op. 47, B. Martinů: Andante moderato z Koncertu č. 1, Varhany – Josef Popelka,
- Z. Kodály: Sonáta pro violoncello sólo op. 8, R. Straus: Sonáta pro violoncello a klavír op. 6, Klavír – Luděk Šabaka,
- Antonín Dvořák: Klavírní kvartety D dur op. 23, Es dur op. 87. S Kvartetem Bohuslava Martinů:
- A. Dvořák: Klavírní kvartet D dur op. 23,
- A. Dvořák: Klavírní kvartet Es dur op. 87,
- B. Martinů: Klavírní kvartet č. 1,
- B. Martinů: Variace na slovenskou lidovou píseň,
- K. Husa: Variace pro klavírní kvarteto,
- V. Kalabis: Ludus for Piano Quartet op. 82,
- Z. Lukáš: Klavírní kvartet č. 2., S Českým triem:
- B. Smetana: Trio g moll op. 15, A. Dvořák: Dumky op. 90,
- P. I. Čajkovskij: Trio a moll op. 50, F. Mendelssohn-Bartholdy: Trio d moll op. 49,
- A. Dvořák: Trio f moll op. 65, J. Suk: Elegie op. 23, B. Martinů: Trio C dur /Grand/,
- S. Rachmaninov: Elegické trio č. 1 g moll, A. Dvořák: Trio B dur op. 21, J. Suk: Trio c moll op. 2.[2][5]